# ديفيد إل. هوف
ديفيد إل. هوف (بالإنجليزية: David L. Hoof)‏ (2 ديسمبر 1945)؛ روائي أمريكي.